# Slammiversary (2023)
Slammiversary 2023 fue un evento de pago por visión (PPV) de lucha libre profesional producido por Impact Wrestling. Tuvo lugar el 15 de julio de 2023 en St. Clair College en Windsor, Ontario, Canadá y celebró el 21 aniversario de la promoción. Fue el evento número 19 bajo la cronología de Slammiversary.
El evento contó con el regreso de Jake Something, quien compitió en el Ultimate X Match; Eric Young, quien había firmado con WWE previo al evento; Traci Brooks, quien apareció como la mánager de Frankie Kazarian; y Josh Alexander, que había estado de baja tras haber sufrido un desgarro de tríceps.

## Producción
Slammiversary es un evento de pago por visión (PPV) de lucha libre profesional producido por Impact Wrestling para celebrar el aniversario del primer evento de la promoción, que se llevó a cabo el 19 de junio de 2002. Por ello, el evento suele celebrarse en verano (junio o julio). El primer evento tuvo lugar casi un año después de ese evento, el 18 de junio de 2003, y desde entonces ha sido considerado uno de los principales eventos PPV de la promoción, junto con Bound for Glory y, desde 2020, Hard To Kill y Rebellion.
El 24 de marzo de 2023, en Sacrifice, Impact Wrestling anunció que Slammiversary se llevaría a cabo el 15 de julio de 2023 en St. Clair College en Windsor, Ontario, Canadá.

## Argumentos
En Against All Odds, Nick Aldis ganó el primer 8-4-1 match para convertirse en el contendiente número uno al Campeonato Mundial de Impact en Slammiversary. Más tarde en el evento principal de Against All Odds, Alex Shelley derrotó a Steve Maclin para convertirse en Campeón Mundial de Impact por primera vez, con Aldis ahora como su retador en Slammiversary.
¡En el episodio del 4 de mayo de Impact!, Trinity (antes Naomi en WWE) hizo su debut en Impact, dejando saber que tenía los ojos puestos en el Campeonato Mundial de Knockouts de Impact. Esta declaración pronto haría salir a la campeona Deonna Purrazzo, con las dos y Jordynne Grace compartiendo una mirada tensa en el ring. Casi un mes después, el 1 de junio, después de que Trinity ganara un combate, desafió a Purrazzo a un combate por el título en Slammiversary. Purrazzo aceptó el desafío y pronto el combate se hizo oficial.
En Under Siege, el entonces campeón mundial de Impact Steve Maclin retuvo el título ante PCO en un No Disqualification match. Después del combate, según un acuerdo hecho la noche anterior en Impact!, el presidente de Impact, Scott D'Amore, salió a colocar el cinturón del título alrededor de la cintura de Maclin, aunque Maclin se negó a estrechar la mano de D'Amore como era el acuerdo. Sin embargo, mientras D'Amore observaba a Maclin alejarse, Bully Ray vino por detrás y estranguló a D'Amore con un cable. Matthew Rehwoldt, PCO y The Motor City Machine Guns (Alex Shelley & Chris Sabin) intentaron intervenir, pero Ray y Maclin los detuvieron. Todo esto culminó cuando los dos pusieron a D'Amore a través de una mesa en llamas. Dos semanas después en Against All Odds, Ray compitió en el 8-4-1 match, cuando D'Amore golpeó a Ray con una silla de acero para incapacitarlo. La semana siguiente en Impact!, Ray reveló que presentó una queja ante la Junta Directiva de Anthem Sports & Entertainment sobre las acciones de  D'Amore. D'Amore confrontó a Ray poco después, diciendo que la junta le había aconsejado que se tomara un licencia de sus funciones como presidente. D'Amore también dijo que estaba de acuerdo con la junta, aunque sólo porque le permitía atacar a Ray en ese mismo momento. Maclin pronto saldría y ayudaría a Ray una vez más antes de que apareciera PCO para detener a ambos hombres. Un D'Amore recuperado luego anunció que, antes de aceptar oficialmente su licencia, firmó una lucha por equipos para Slammiversary, en la que Ray y Maclin se enfrentarían a PCO y a él mismo. Este sería el primer combate oficial de D'Amore en 4 años. El 29 de junio, Impact anunció que el exejecutor de los Detroit Red Wings, Darren McCarty, con quien Bully Ray tenía antecedentes, actuaría como el árbitro invitado especial. Sin embargo, en el episodio del 6 de julio de Impact!, Ray y Maclin tendieron una emboscada a D'Amore y PCO en el ring, esposando a D'Amore a las cuerdas del ring antes de arrastrar a PCO al área detrás del escenario. Procederían a verter ácido de batería de automóvil en la boca de PCO antes de rociarlo con líquido para encendedores y prenderle fuego, dejando el estatus de PCO para Slammiversary incierto, y dejando a D'Amore sin compañero de equipo. El 8 de julio, Impact anunció en su sitio web que Maclin tampoco podría participar en Slammiversary debido a que sufrió una lesión grave durante el tour de Impact en Wagga Wagga, Australia. El nuevo compañero de equipo de Ray fue anunciado en vivo en su programa de radio en Busted Open Radio el lunes siguiente como Deaner. D'Amore, mientras tanto, hasta el día del evento no anunció a su nuevo compañero de equipo.
En el episodio del 29 de junio de Impact!, Lio Rush hizo su debut en el ring en Impact Wrestling. Más tarde esa noche, mientras el Campeón Mundial de Impact Alex Shelley y Nick Aldis estaban teniendo una pelea, el compañero de equipo de Shelley, el Campeón de la División X de Impact, Chris Sabin, intentó intervenir en nombre de Shelley, solo para ser atacado por detrás por Rush. Como tal, Sabin desafiaría a Rush a una lucha por el Campeonato de la División X en Slammiversary, que Impact hizo oficial al día siguiente. Además de la lucha por el título, Impact también anunció una Ultimate X match para Slammiversary, en la que el ganador obtendría una lucha por el Campeonato de la División X garantizada en el momento y lugar que elija. Los participantes fueron: Mike Bailey, Jonathan Gresham, KUSHIDA, Kevin Knight y Alan Angels.
En el episodio del 22 de junio de Impact!, Killer Kelly derrotó a Taylor Wilde, la mitad de las Campeonas Mundiales en Parejas de Knockouts de Impact, The Coven. Después del combate, Wilde y su compañera KiLynn King atacaron a Kelly, pero esta última sería salvada por su antigua rival Masha Slamovich con un collar de perro y una cadena. La semana siguiente, Slamovich derrotó a King en un combate individual. Wilde interfirió mucho en el combate, pero finalmente Kelly la detuvo con una cadena alrededor de su cuello. Después del combate, Slamovich se sujetó el otro extremo de la cadena alrededor de su cuello y tiraba de Kelly hacia ella, señalando una nueva asociación entre los dos. El 4 de julio, Impact anunciaría en su sitio web que The Coven defendería el Campeonato Mundial en Parejas de Knockouts contra Kelly y Slamovich en Slammiversary.
En el episodio del 22 de junio de Impact!, Joe Hendry defendió el Campeonato de los Medios Digitales de Impact contra Yuya Uemura, con Kenny King inesperadamente brindando comentario especial como invitado. Después del combate, King le arrebató al árbitro el cinturón de título de Hendry, sosteniéndolo por un buen tiempo antes de devolvérselo a Hendry. En el siguiente episodio, después de que King ganó su combate, Hendry mostró un video musical que destacaba el pasado de King como estríper masculino. El 6 de julio, Impact anunció en su sitio web que King desafiará a Hendry por el Campeonato de los Medios Digitales en el pre-show del evento, Countdown to Slammiversary.
En Against All Odds, Frankie Kazarian derrotó a Eddie Edwards en un combate individual por primera vez. En el siguiente episodio de Impact!, Kazarian se burló de Bully Ray y Steve Maclin por su ataque fallido contra Scott D'Amore y PCO, y Edwards lo respaldó, creyendo que su relación había sido reparada. Esto llevó a una lucha por equipos para la semana siguiente, con Edwards y Kazarian perdiendo ante Ray y Maclin. En los momentos finales del combate, Kazarian tenía a Maclin en una sumisión cuando Edwards le dio una patada que aparentemente estaba destinada a Maclin, pero en su lugar golpeó a Kazarian. Más tarde, Edwards y Kazarian acordaron mutuamente que eran mejores oponentes que aliados, y se enfrentaron nuevamente en una lucha individual el 6 de julio en Impact. Allí, Edwards ganó después de una interferencia de su esposa Alisha Edwards. Tras bastidores después del combate, Kazarian retó a Edwards a un combate más en Slammiversary, trayendo a su propia esposa, la ex-Knockout de Impact Traci Brooks, para contrarrestar a Alisha en el ring.

## Resultado
- Pre-show: Jody Threat & The Death Dollz (Courtney Rush & Jessicka) derrotaron a The SHAWntourage (Gisele Shaw, Savannah Evans & Jai Vidal) (5:34).[32][33]
- Pre-show: Kenny King (con Sheldon Jean) derrotó a Joe Hendry y ganó el Campeonato de los Medios Digitales de Impact (6:09).[30][32]
- KUSHIDA derrotó Mike Bailey, Jonathan Gresham, Jake Something, Kevin Knight y Alan Angels en un Ultimate X Match y ganó una oportunidad por el Campeonato de la División X de Impact (11:11).[26][32]
- MK Ultra (Killer Kelly & Masha Slamovich) derrotó a The Coven (Taylor Wilde & KiLynn King) y ganó el Campeonato Mundial en Parejas de Knockouts de Impact (9:04).[29][32]
- Team Canada (Scott D'Amore & Eric Young) derrotó a Bully Ray & Deaner (con Darren McCarty como árbitro especial invitado) (11:49).[22][32]
- Lio Rush derrotó Chris Sabin y ganó el Campeonato de la División X de Impact (1:20).[25][32]
- Subculture (Mark Andrews & Morgan Webster) (con Dani Luna) derrotaron a ABC (Ace Austin & Chris Bey) (c), Brian Myers & Moose y Rich Swann & Sami Callihan y ganaron el Campeonato Mundial en Parejas de Impact (10:36).[32][34]
- Eddie Edwards (con Alisha) derrotó a Frankie Kazarian (con Traci Brooks) (17:43).[31][32]
- Trinity derrotó a Deonna Purrazzo y ganó el Campeonato Mundial de Knockouts de Impact (14:25).[12][32]
- Alex Shelley derrotó a Nick Aldis y retuvo el Campeonato Mundial de Impact (16:31).[7][32]

## Recepción
Dave Meltzer del Wrestling Observer Newsletter informó que el evento tuvo más de 4400 compras de pago por visión a través de la televisión, un aumento de casi el 250% con respecto al evento Slammiversary anterior, que tuvo menos de 1300 compras.